# Simplicia pachyceviua
Simplicia pachyceviua là một loài bướm đêm trong họ Noctuidae.